# Тарлочан Сінґг
Тарлочан Сінґг (12 лютого 1923 — 24 квітня 2008) — індійський хокеїст на траві.
Олімпійський чемпіон 1948 року.